# ذو الفقار (دبابة)
دبابة ذو الفقار هي دبابة إيرانية تزن حوالي 52 طناً مسلحة بمدفع عيار 125 ملم.

## الأصل
والدبابة الاصلية كان اسمها شير إيران أي أسد إيران وكانت نسختين شير إيران 1 وكانت مجرد تطوير للتشفتين[بحاجة لمصدر]
وشير إيران 2 كانت هي نفسها الدبابة تشالنجر 1. عندما تم احياء المشروع بعد نهاية الحرب العراقية الإيرانية العراقية غير اسمها إلى ذو الفقار وتقرر عمل تغييرات واسعة على الدبابة اشتملت على مايلي:
من المعروف ان الدبابات الحديثة تنقسم إلى فئتين الفئة الأقل من 50 طن وتندرج تحتها الدبابات
الشرقية وبعض الدبابات الغربية كدبابة فاليانت البريطانية ودبابة اوزريو البرازيلية
والفئة الثانية هي الدبابت التي وزنها أكثر من 50 طن وهذا حال معظم الدبابات الغربية كالابرامز والتشالنجر والليوبارد.
والدبابة الإيرانية تندرج تحت الفئة الأولى.

## التسليح والتجهيز
1. الدبابة مزودة بمدفع روسي من عيار 125 ملم روسي وهو قادر على إطلاق قذائف صاروخية موجهة بالليزر.
2. الدبابة مزودة بمحرك ديزل روسي يصنع في إيران بترخيص وهو نفسه المحرك المستخد على دبابات التي 80 روسية.
3. بالنسبة إلى أنظمة التسديد والرؤية هي إيرانية الصنع والتصميم.

وهذه الدبابة حلت محل الدبابات الأمريكية القديمة من ام 48 وإم-60 باتون وسوف تكون القوات المدرعة الإيرانية مزيجا منها ومن التي72 الروسية مع احتمال قوي لدخول دبابات الخالد الباكستانية الخدمة في الجيش الإيراني.
الدبابة شديدة الشبه بدبابة ارغون الهندية فذو الفقار انطلقت من دبابة تشالنجر البريطانية
فهي نسخة مبسطة عنها اما ارغون الهندية في نسخة مطورة عن دبابة فيكرز البريطانية كذلك.
الصور المرفقة هي لدبابة إيرانية من نوع ذوالفقار ولدبابات تشيفتين بريطانية تخدم في الجيش الإيراني والأخيرة هي دبابة تشيفتين بريطانية زودها الإيرانيون بمدفع روسي من العيار 125 ملم.